# Наше приче
„Наше приче” је југословенска телевизијска серија снимљена 1980. године у продукцији Телевизије Београд.

## Улоге
| Глумац           | Улога |
| ---------------- | ----- |
| Милутин Бутковић |       |
| Љубомир Ћипранић |       |
| Чедомир Петровић |       |
| Лидија Плетл     |       |

Комплетна ТВ екипа ▼
| Редитељ              | Александар Мандић |              |
| Сценариста           | Александар Мандић | (адаптација) |
| Сценариста           | Миленко Вучетић   |              |
| Директор фотографије | Александар Рибић  |              |
| Монтажер             | Петар Путниковић  |              |
| Сценограф            | Бранимир Бабић    |              |
| Костимограф          | Мирјана Рогић     |              |